# 6100 Кунітомоіккансай
6100 Кунітомоіккансай (6100 Kunitomoikkansai) — астероїд головного поясу, відкритий 9 листопада 1991 року.
Тіссеранів параметр щодо Юпітера — 3,557.